# 石隆门
石隆门（Bau），是一座位于馬來西亞砂拉越古晋省石隆門縣的古镇，也是該縣縣治，曾以开采金矿而闻名。
石隆门是华人在砂拉越最早居住地。在1857年，石隆门金矿华工曾经暴动反抗詹姆士·布魯克（James Brooke），当时的砂拉越第一位白人拉者。此暴动也称之为石隆门华工起义。

## 生态环境
石龙门内的石灰岩崖壁上存在着大量特有的植物，其中包括稀有的诺斯猪笼草。